# Boulevard Maxime-Gorki
Le boulevard Maxime-Gorki est une des principales voies de communication de Stains,. Il suit l'ex-route nationale 301 actuellement D901.

## Situation et accès
Orientée du nord au sud dans l'axe de la rue Carnot, cette artère croise notamment l'avenue de Stalingrad, et est desservie par la gare de Stains-La Cerisaie.

## Origine du nom

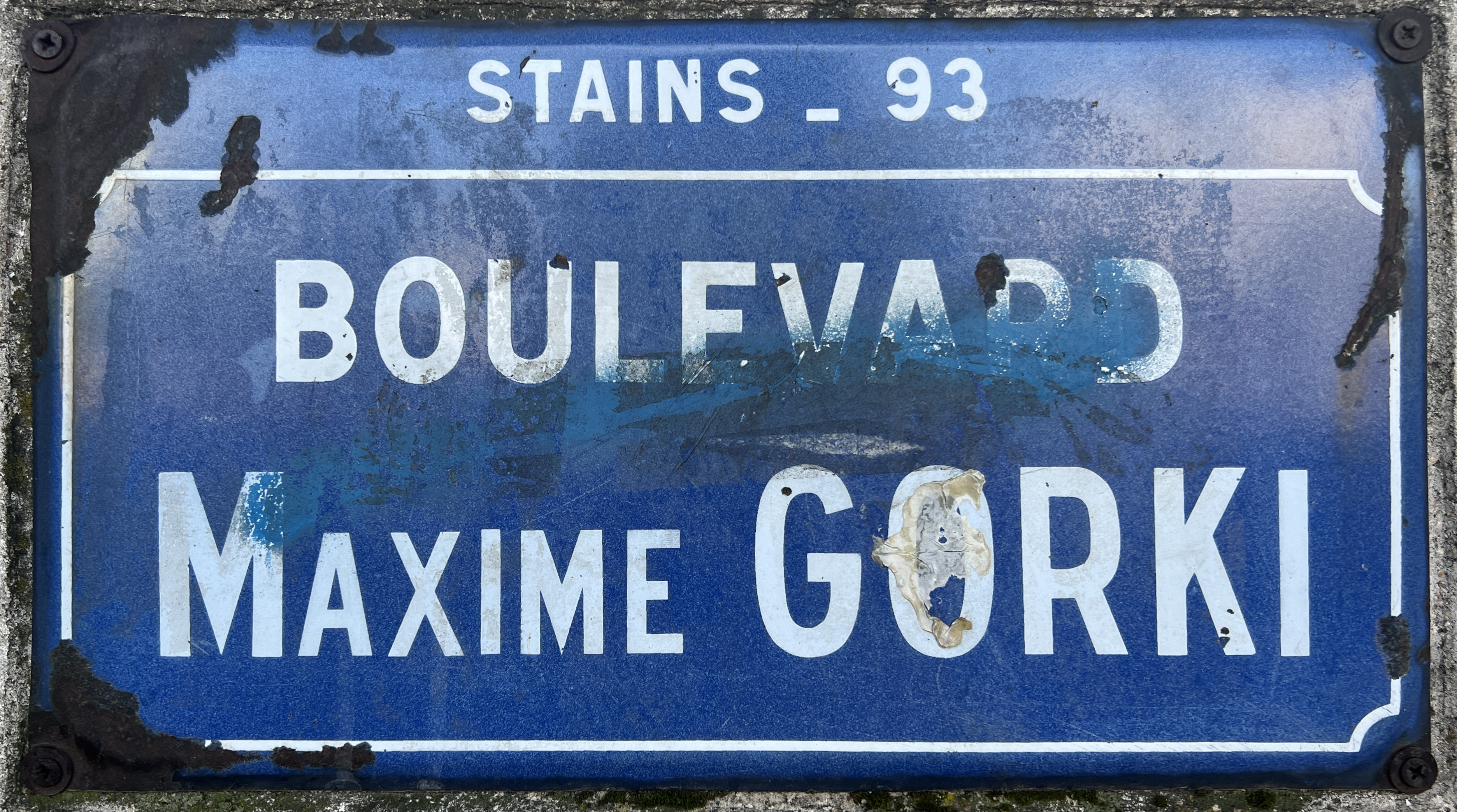
Plaque Boulevard Maxime Gorki.

La partie de cette voie comprise entre l'ancienne route départementale no 12 et la grande rue de Stains s'appelait boulevard de Stains. Le Conseil Municipal, par délibération du 25 mai 1895, la renomma boulevard d'Aubervilliers,. Elle fut ensuite renommée en hommage à Maxime Gorki (1868-1936), écrivain russe.

## Historique

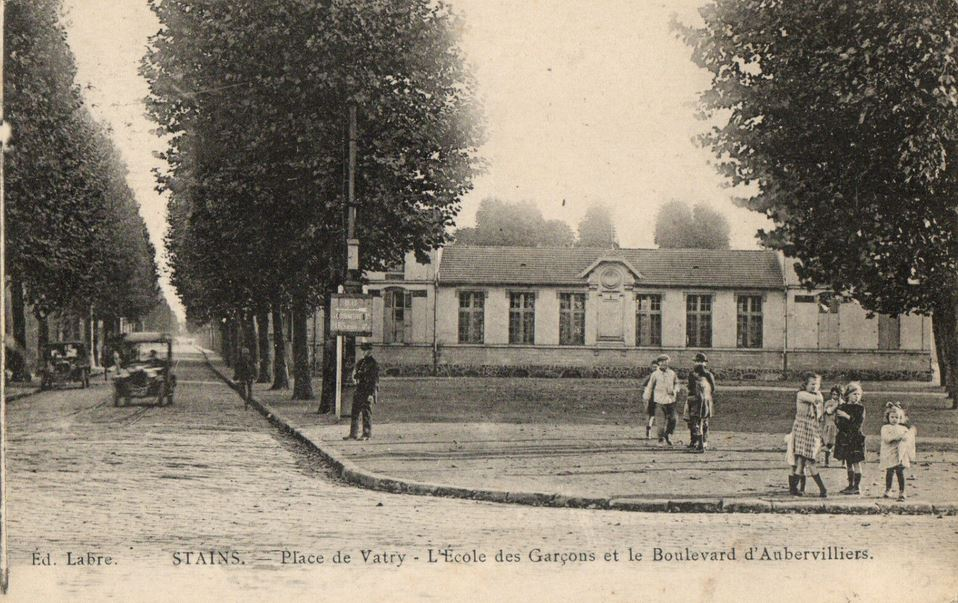
Place de Vatry, l'école des garçons et le boulevard d'Aubervilliers.

Le boulevard est victime des bombardements de Paris et de sa banlieue durant la Première Guerre mondiale : Le 30 janvier 1918, il est atteint par un raid d'avions.
Il est le siège de quelques actes de violence pendant les émeutes de 2005.

## Bâtiments remarquables et lieux de mémoire

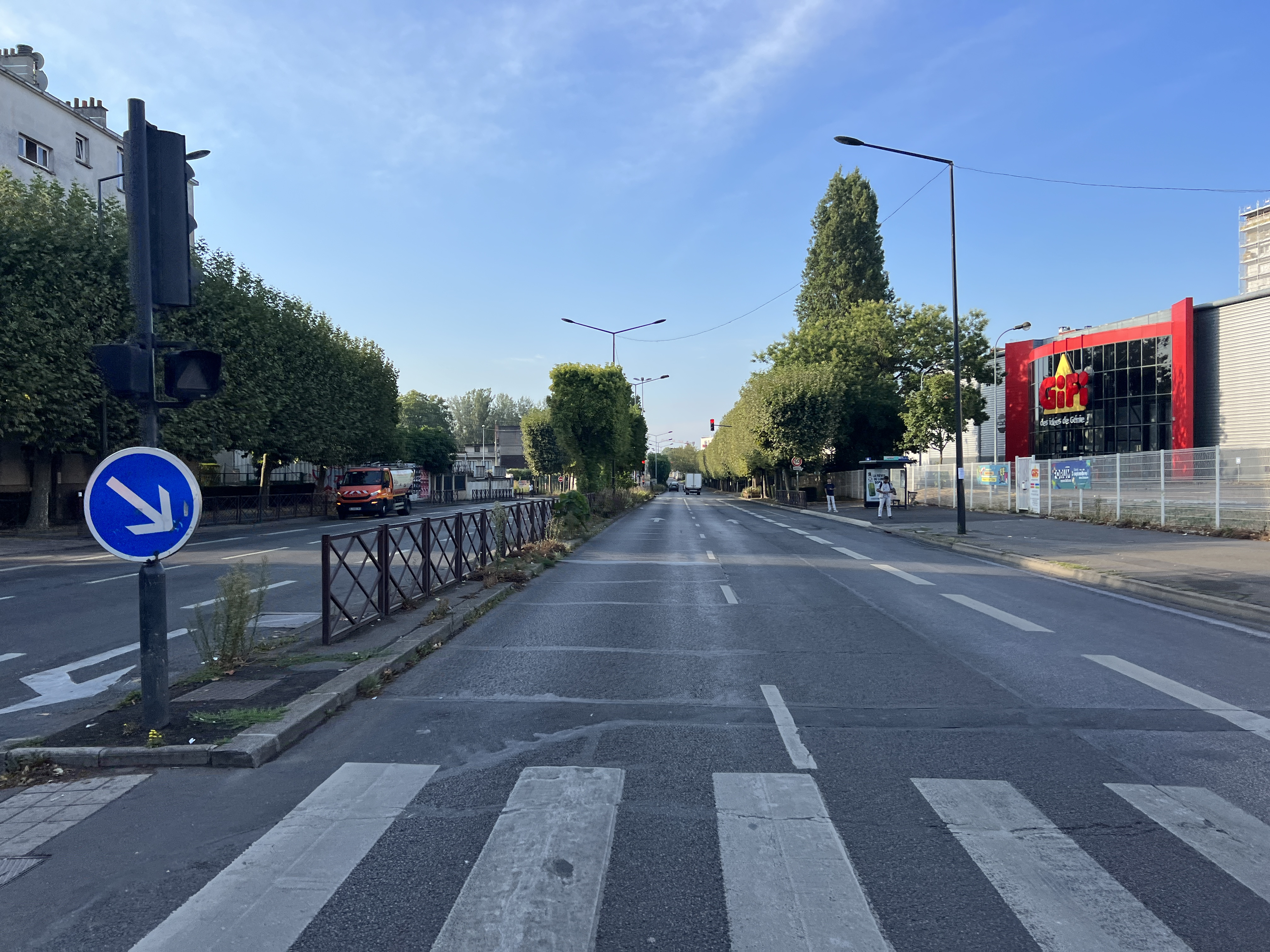
Le boulevard en direction du sud.

- Stade Marville, ancien champ de courses de Saint-Denis.
- Cité-jardin de Stains[7].
- Au no 49, une plaque rappelle qu'en mars 1944, des responsables des groupements locaux du premier comité de Résistance se réunirent à cet endroit[8].